# دوري ناميبيا الممتاز
الدوري الناميبي الأول لكرة القدم هي مسابقة كرة القدم بين أندية ناميبيا. البطل الحالي هو بلاك أفريقيا.
- فاز فريق سيفكس بالدوري سنوات: 2005, 2006, 2007
- فاز فريق افريكان ستار بالدوري سنوات: 2008–09, 2009–10, 2014–15, 2017-18